# Niédiékaha
Niédiékaha est une localité du centre de la Côte d'Ivoire et appartenant au département de Niakara , Région de la Vallée du Bandama. La localité de Niédiékaha est un chef-lieu de sous-préfecture .Promis sous-préfecture lors de la visite du premier président SEM  HOUPHOUËT-BOIGNY  à NIEDIEKAHA en 1975, ce rêve fut réalisé en 2010.

## Villages
Les 7 villages rattachés à Niédiékaha ainsi que leur population en 2014 :
1. Doussoulokaha (825)
2. Kolokaha (1 825)
3. Koulokaha (1 217)
4. Nambanakaha (844)
5. Niédékaha (2 113)
6. Niérétenkaha (188)
7. Sépikaha (2 636)